# Brassavola gillettei
Brassavola gillettei är en orkidéart som beskrevs av Henry Gordon Jones. Brassavola gillettei ingår i släktet Brassavola och familjen orkidéer. Inga underarter finns listade i Catalogue of Life.